# Barton-le-Clay
Pour les articles homonymes, voir Barton.
 (avril 2020).
Le contenu est difficilement compréhensible vu les erreurs de traduction, qui sont peut-être dues à l'utilisation d'un logiciel de traduction automatique.

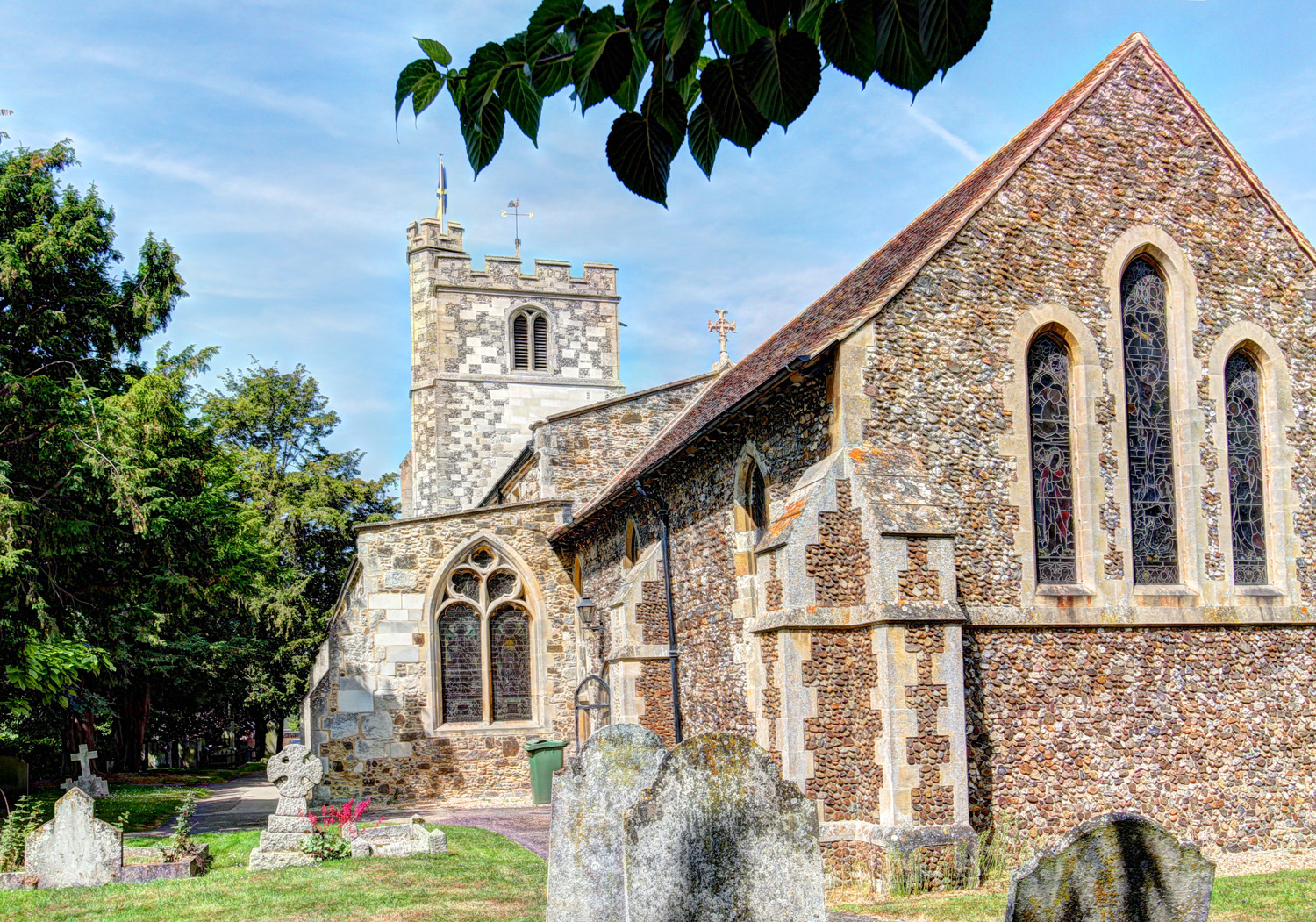
l’église de St. Nicolas en Barton

Barton-le-Clay, est un village et une paroisse civile du Central Bedfordshire en Angleterre.

## Appellation
Dans l'histoire du village, on l'appelait toujours "Barton-in-the-Clay" ou simplement Barton jusqu’à 1926, ou ils ont changé le nom du village a "Barton-le-Clay" pour une raison pas clair.

## Histoire
Le village est en proximité d'une ancienne colline fortifiée, qui s'appelle les "Sharpenhoe Clappers".
Barton est mentionné dans le Livre du Jugement Dernier ; voir 210d 2. Le village se trouvait dans le domaine de l'Abbaye de Ramsey depuis l’époque anglo-saxon. Quelque temps après la Conquête normande, 12 acres de ce terrain ont été pris par un certain "John de Roches" [sic], qui par la suite les a donné a Nigel d'Aubigny de Cainou et Walter "The Fleming". Les d'Augbigny d'Arundel, une famille de la petite noblesse normande, profitaient beaucoup de la conquête d'Angleterre. Un Chevalier, Nigel a fait construit une motte castrale nommée Cainhoe (écrit comme Cainou dans les documents normands) proche du village de Clophill. Le caractère de Walter "The Fleming" est moins certain, mais c'est probablement un autre nom pour Walter de Seton (aussi appelé de Flanders, de Lens, et Seier).
Au XIIe siècle av. J.-C., l'église de St. Nicholas est construite sous l’égide de l'Abbaye de Ramsey.
Quatre siècles plus tard, une jeune princesse Élisabeth était la dame du manoir du village. Pendant ce temps l'Abbaye de Ramsey était obligé de fermer par la Dissolution des Monastères, commencé par le père d'Élisabeth, Henri VIII.
Encore trois siècles plus tard, en 1898, une équipe de foot, Barton Rovers, est fondée dans le village.